# Lénárt István (pedagógus)
Lénárt István (Budapest, 1947. április 12. –) oktatáskutató, matematikatanár.

## Munkássága
Értelmiségi családból származik, édesapja Lénárt István gyártásvezető, színművész. Általános iskolai tanulmányait a Czukor utcai iskolában végezte, ahol matematikatanára Varga Tamás volt. Gimnáziumi tanulmányait az Eötvös Gimnáziumban végezte, majd 22 évesen kezdett el matematikával foglalkozni. Varga Tamással, Pósa Lajossal, Halmos Máriával együtt évekig tagja volt a Surányi János vezette Matematika-módszertani Kutatócsoportnak.

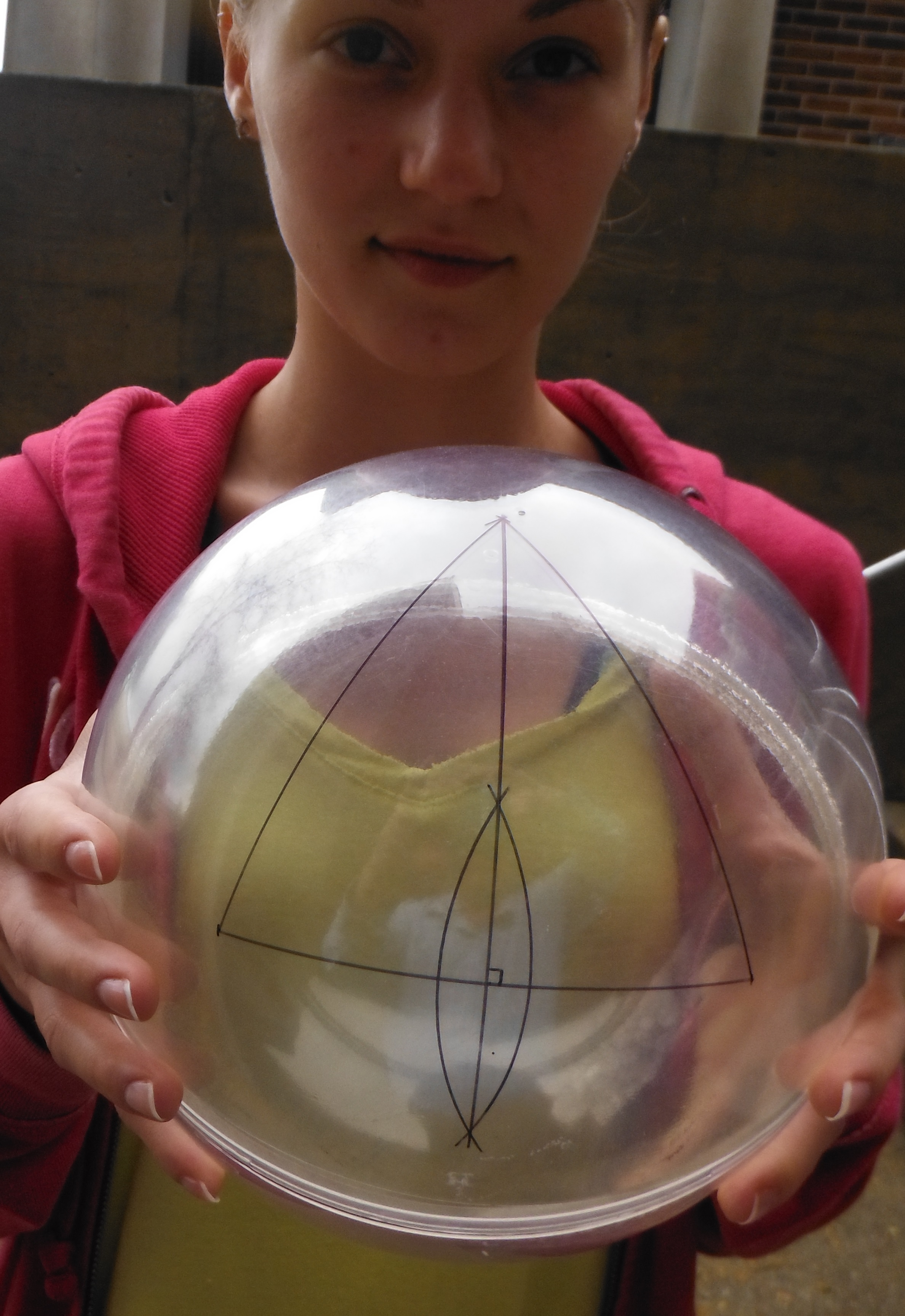
Lénárt-gömb

Kidolgozott egy gömbi geometriai ötletet, amiből matematikai axiómarendszert lehet készíteni. Hazai és külföldi publikációit Kárteszi Ferenc professzor segítette. Lénárt István három szabadalmát fogadták el. Ezek egyikének a rajzgömbkészlet első változatát a TANÉRT készítette el 1986-ban. A ma ismert és Magyarország és a világ több száz iskolájában használt Lénárt sphere 1996-ban készült el, a kaliforniai Key Curriculum Press kiadónál pedig megjelent a Non-Euclidean Adventures on the Lénárt Sphere, majd a „Sík és gömb” – Nem-euklideszi kalandok a rajzgömbön című könyve.
A sík és a gömb összehasonlító geometriájának módszerét és a rajzgömböt azóta szerte a világon használják. Magyarországon a HEFOP 3.1.3 program keretében több száz általános iskolában tanítják az első osztálytól kezdve az érettségizőkig.

## Kitüntetései
- Beke Manó-emlékdíj (2002)[4]